# Miloš Beran
Miloš Beran (* 17. října 1908, Turnov – ?) byl významný český šperkař.

## Život
Narodil se 17. října 1908 v Turnově, kde roku 1928 absolvoval Střední odbornou školu šperkařskou. Pracoval nejprve v pražských klenotnictvích. Po likvidaci soukromých firem komunistickým režimem a jejich sloučení do n. p. Klenoty, Soluna a Kovodružstvo byl od roku 1950 zaměstnán v Ústředí lidové umělecké výroby (ÚLUV). V letech 1953–1971 pracoval v klenotnickém ateliéru Ústředí uměleckých řemesel, v němž se soustřeďovali vybraní mistři. Jeho šperky byly součástí československé expozice na Světových výstavách v Bruselu (1958) a v Montréalu (1967). Roku 1968 mu Ministerstvo kultury udělilo titul Mistr uměleckých řemesel.

## Dílo
Miloš Beran patřil k nejstarší generaci českých zlatníků, kteří dokonale ovládali klasické klenotnické techniky. Ve svých špercích používal převážně české granáty, někdy v kombinaci s jaspisem. Byl citlivým realizátorem větších zlatnických prací i cizích návrhů šperků, zejména Václava Plátka, který využíval domácí i exotické kameny zasazené do stříbra. Beran vytvořil klasické granátové šperky i podle vlastních návrhů. Jeho šperky respektují vlastnosti tohoto českého drahokamu a způsobem zasazení akcentují světlo a barvu kamene.
S vlastními šperky se zúčastnil Světových výstav v Bruselu a Montrealu. Ve svých pozdějších pracích využil i novátorskou techniku umožňující zpracování nejmenších českých granátů, které nelze zasadit samostatně, kterou vynalezl a patentoval Jiří Dvořák. Šperky byly vytvořeny z českých granátů vybroušených do drobných kuliček, zalitých v transparentním plastu.
V klenotnickém ateliéru Ústředí uměleckých řemesel (1953–1971) se věnoval restaurování a vytváření kopií zlatnických historických památek, např. pozdně gotické monstrance z Mělníku.

### Výstavy (výběr)
- 1957 Výstava uměleckých řemesel, Dům U Hybernů, Praha[7]
- 1968 Kov a šperk, Galerie na Betlémském náměstí, Praha[8]